# Крохмаль Назар Іванович
Наза́р Іва́нович Крохмаль — старший солдат 80-ї окремої аеромобільної бригади Збройних Сил України, загинув в ході російсько-української війни.

## Життєпис
Народився 3 листопада 1993 року в селі Михайлівка Радивилівського району Рівненської області. У 2009 році закінчив 9 класів загальноосвітньої школи в рідному селі, у 2013 році - Львівський технікум залізничного транспорту.
З 30 жовтня 2013 року проходив військову службу за контрактом у 80-ій окремій аеромобільній бригаді Високомобільних десантних військ Збройних Сил України (військова частина А0284, місто Львів).
Загинув 6 листопада 2014 року під час обстрілу російськими збройними формуваннями понтонної переправи біля смт Нижнє (Попаснянський район Луганська область).
9 листопада 2014 року похований на кладовищі села Михайлівка.
Залишились батьки та сестра.

## Нагороди та вшанування
- Указом Президента України № 311/2015 від 4 червня 2015 року, «за особисту мужність і високий професіоналізм, виявлені у захисті державного суверенітету та територіальної цілісності України, вірність військовій присязі», нагороджений орденом «За мужність» III ступеня (посмертно).

- 30 квітня 2015 року в селі Михайлівка Радивилівського району на фасаді будівлі загальноосвітньої школи (вулиця Колгоспна, 4), де навчався Назар Крохмаль, йому відкрито меморіальну дошку.